# Leopoldo Ramírez Jiménez
Leopoldo Ramírez Jiménez fue un militar español que participó en la Guerra civil.

## Biografía
Militar profesional, pertenecía al arma de infantería. En julio de 1936 era capitán del Tercio en Tetuán; tras producirse el golpe de Estado logró huir del protectorado de Marruecos y regresar a la zona republicana. En el frente de Teruel estuvo al frente de la columna «Torres-Benedito». Con posterioridad llegaría a mandar brevemente las brigadas mixtas 84.ª y 144.ª, durante su periodo de formación. Posteriormente mandaría la 130.ª Brigada Mixta, en el frente pirenaico. También sería jefe de Estado Mayor de la 43.ª División durante la batalla de la bolsa de Bielsa. A finales de 1938 mandaba la 55.ª División, desplegada en el frente del Segre.
Con posterioridad se pierde su rastro.